# GSC7104-2089
GSC7104-2089 — хімічно пекулярна зоря спектрального класу A, що має видиму зоряну величину в смузі V приблизно 10,7.